# فحلوین (روستا)
 فحلوین  (در عربی:  اَلفَحلَوین )
نام روستایی است در دهستان فَروَة از توابع استان صَعده در کشور یمن در شبه جزیره عربستان. 

## جمعیت
جمعیت آن (۷۰) نفر (۶ خانوار) می‌باشد.